# Giuseppe Barbara
Giuseppe Barbara (Trapani, 13 luglio 1952) è un allenatore di pallacanestro italiano.

## Carriera
È stato giocatore di basket nelle file della Rosmini e dell'Edera Trapani.
Inizia ad allenare la squadra trapanese per poi trasferirsi all'Olimpia Milano per curarne il settore giovanile. Per molte altre società lombarde e venete curerà prevalentemente il settore giovanile, con una parentesi a Mestre per allenare la prima squadra. Ritorna nella propria città, nel 1995 nella Pallacanestro Trapani in A2 e  nel 2006/2007 come direttore sportivo del Basket Trapani in B1.
Ha quindi allenato in massima serie femminile  con il Basket Alcamo. Nell'aprile 2012 si dimette a causa delle difficoltà economiche della società siciliana, dopo la gara-1 dei play-out.
In seguito, allena l'Under-15 d'Eccellenza dello Zenit Trapani, finché la società non viene esclusa a causa del mancato pagamento dei debiti Nas (Nuovi atleti svincolati).
Nel giugno 2017 è nominato direttore tecnico del "OneTeam Basket Forlì" 